# Michael Falkesgaard
Michael Aksel Bataican Falkesgaard (ur. 9 kwietnia 1991 w Kastrup, Dania) – duńsko-filipiński bramkarz, posiadający obywatelstwo Filipińskie i Duńskie. Od czerwca 2023 reprezentuje duński klub Boldklubben af 1893 (B.93) występujący w 1. division. Wcześniej grał m.in. w Brøndby IF, Odense BK, FC Midtjylland oraz Bangkok United. Występował również w reprezentacji Filipin, zdobywając 12 oficjalnych występów. Grał również w młodzieżowych reprezentacjach Danii.

## Kariera klubowa

### Brøndby IF (2010–2015)
Zaczynał karierę senioralną w Brøndby IF. W sezonie 2012–13 rozegrał 8 meczów ligowych, a ogółem zanotował 11 spotkań we wszystkich rozgrywkach.

### Odense BK (2015–2017)
W czerwcu 2015 przeniósł się do Odense BK – rozegrał tam 11 spotkań w Superligaen, przed poważną kontuzją więzadła krzyżowego.

### FC Midtjylland (2017–2018)
Podpisał kontrakt z FC Midtjylland latem 2017, lecz nie zagrał ani jednego meczu w pierwszym zespole. W drużynie rezerw zanotował raptem jeden występ.

### Bangkok United (2018–2023)
W styczniu 2018 trafił do Bangkok United w lidze tajskiej. W sezonie zasadniczym 2018 zanotował 32 ligowe występy, utrzymując 11 czystych kont. Z klubem zdobył wicemistrzostwo Tajlandii w sezonach 2018 i 2022/23 oraz dotarł do finału Pucharu Tajlandii 2022/23.

### Boldklubben af 1893 (B.93) (od 2023)
1 lipca 2023 przeszedł do duńskiego B.93 występującego w 1. lidze (drugi poziom rozgrywkowy). Do końca sezonu 2024/25 rozegrał 42 ligowe mecze.

## Kariera reprezentacyjna

### Dania (poziomy U18–U20)
Reprezentował Danię na poziomie młodzieżowym: U18 (1 mecz, 2009), U19 (1 mecz, 2009), U20 (4 mecze, 2010–2012).

### Filipiny (seniorzy, 2018–2019)
Dzięki drugiemu obywatestwu uzyskał prawo gry dla reprezentacji Filipin – zadebiutował 22 marca 2018 w towarzyskim meczu przeciwko Fidżi (3:2). Łącznie zaliczył 12 kadrowych występów, w tym w:
- Pucharze Azji 2019
- AFF Suzuki Cup 2018[3]